# Táhcita Medrado Mizael
Táhcita Medrado Mizael (Santo André, 20 de setembro de 1988) é uma psicóloga e pesquisadora em análise do comportamento. Foi uma das responsáveis pela mudança do perfil das pesquisas na área, que ampliaram seu espoco para temas de grupos sub-representados.

## Biografia
Táhcita Medrado Mizael nasceu em Santo André. Como uma mulher negra, lésbica e periférica, sua origem foi fundamental para influenciar todo seu olhar de pesquisadora. Quando adulta, descobriu um diagnóstico tardio de autismo, o que ampliou sua atuação de pesquisa para temas envolvendo, especialmente, autismo em mulheres.
Se graduou pela UFSCar no campus de São Carlos, onde fez sua pós-graduação também, em Psicologia, entre 2008 e 2019. Se tornou especialista em Gênero e Sexualidade pela Universidade do Estado do Rio de Janeiro (UERJ) em 2016. Desde a sua graduação atua em pesquisas dentro da análise do comportamento aplicada. Suas pesquisas abordaram equivalência de estímulos e vieses raciais, colocando-a na vanguarda no tema dentro do campo.

## Contribuições científicas
Publicou diferentes artigos e capítulos de livro sobre preconceito racial  , e ministrou palestras sobre o tema em universidades brasileiras. Especializada em gênero e sexualidade, começou a relacionar os temas também a partir de uma perspectiva analítico comportamental .
Suas principais pesquisas estão relacionadas a preconceito, racismo, negritude, minorias sexuais e de gênero, autismo, capacitismo, diversidade, equidade e inclusão (DEI).
Foi uma das responsáveis pela organização duas coletâneas de análise do comportamento e feminismo, estruturando uma nova linha de pesquisa na área. Participou de diferentes meios de divulgação científica, nacionais e internacionais, incluindo participações em transmissões ao vivo do Conselho Federal de Psicologia.

## Produções

### Livros
Pinheiro, R. C. S. (Org.) ; MIZAEL, T. M. (Org.) . Debates sobre feminismo e análise do comportamento. 2. ed. São Paulo: Instituto Par, 2024. v. 1. 197p.
Pantet, A. (Org.) ; Milanese, C. (Org.) ; Paula, M. de (Org.) ; MIZAEL, T. M. (Org.) . Terapia Racial: Diálogos sobre psicoterapia com a população negra. 1. ed. , 2023.
Pinheiro, R. C. S. (Org.) ; MIZAEL, T. M. (Org.) . Debates sobre Feminismo e Análise do Comportamento Volume 2. 1. ed. São Paulo: Instituto Par, 2023. v. 1.
Rocha, C. A. A. (Org.) ; Camargo, J. C. de (Org.) ; MIZAEL, T. M. (Org.) . Comportamento em Foco 11: Ciência básica e tecnologias comportamentais para a educação. 1. ed. São Paulo: Associação Brasileira de Psicologia e Medicina Comportamental - ABPMC, 2020. 228p .
Pinheiro, R. C. S. (Org.) ; MIZAEL, T. M. (Org.) . Debates sobre feminismo e análise do comportamento. 1. ed. Fortaleza: Imagine Publicações Ltda., 2019. v. 1. 264p .

### Artigos científicos
Publicados entre 2013 e 2024:
MIZAEL, TÁHCITA M.; DE ALMEIDA, JOÃO H. ; SILVEIRA, CAROLINA C. ; DE ROSE, JULIO C. . Changing Racial Bias by Transfer of Functions in Equivalence Classes. The Psychological Record, v. 66, p. 451-462, 2016. Citações:28|30
MIZAEL, T. M.; de ROSE, J. C. . Análise do Comportamento e Preconceito Racial: Possibilidades de Interpretação e Desafios. ACTA COMPORTAMENTALIA, v. 25, p. 365-377, 2017.
MIZAEL, T. M.; de Almeida, J. H. . Revisão de estudos do Implicit Relational Assessment Procedure sobre vieses raciais. ACTA COMPORTAMENTALIA, v. 27, p. 437-461, 2019.
MIZAEL, T. M.; Aiello, A.L.R. . Revisão de Estudos sobre o Picture Exchange Communication System (PECS) para o ensino de linguagem a indivíduos com autismo e outras dificuldades de fala.. REVISTA BRASILEIRA DE EDUCAÇÃO ESPECIAL, v. 19, p. 623-636, 2013. Citações:4
MIZAEL, T. M.; Gomes, A. R. ; MAROLA, P. P. . Conhecimentos de estudantes de psicologia sobre normas de atuação com indivíduos LGBTs. PSICOLOGIA: CIÊNCIA E PROFISSÃO (ONLINE), v. 39, p. 1-20, 2019.
MIZAEL, T. M.; SAMPAIO, A. A. S. . Racismo Institucional: Aspectos Comportamentais e Culturais da Abordagem Policial. ACTA COMPORTAMENTALIA, v. 27, p. 215-231, 2019.
MIZAEL, TAHCITA MEDRADO; DOS SANTOS, SILVANA LOPES ; DE ROSE, JULIO CESAR COELHO . Contribuições do paradigma de equivalência de estímulos para o estudo das atitudes. Interação em Psicologia (Online), v. 20, p. 124-134, 2016.
MIZAEL, T. M.. Perspectivas Analítico-Comportamentais sobre a homossexualidade: análise da produção científica. REVISTA PERSPECTIVAS EM ANÁLISE DO COMPORTAMENTO, v. 9, p. 15-28, 2018.
de FREITAS, M. C. ; REIS, T. S. ; MIZAEL, T. M. ; DOMENICONI, C. . Responder de Cães por Exclusão em Tarefas de Discriminação Condicional. Interação em Psicologia (Online), v. 16, p. 173-183, 2013.
MIZAEL, TÁHCITA M.; DE ALMEIDA, JOÃO H. ; ROCHE, BRYAN ; DE ROSE, JULIO C. . Effectiveness of Different Training and Testing Parameters on the Formation and Maintenance of Equivalence Classes: Investigating Prejudiced Racial Attitudes. PSYCHOLOGICAL RECORD, v. 1, p. 1-13, 2020. 
Tibério, S. F. ; MIZAEL, T. M. ; Luiz, F. B. ; Rocha, C. A. A. ; Araújo, S. A. ; Santos, A. M. ; Terhoch, G. B. ; Guarnieri, L. P. ; Fonseca Júnior, A. R. ; Hunziker, M. H. L. . A Natureza Comportamental da Pandemia de COVID-19. Revista Brasileira de Análise do Comportamento, v. 16, p. 57-70, 2020.
MIZAEL, T. M.; BARROZO, S. C. V. ; Hunziker, M. H. L. . Solidão da mulher negra: Uma revisão da literatura. Revista ABPN, v. 13, p. 212-239, 2021.
MIZAEL, TÁHCITA MEDRADO; COELHO, CAROLINE LUIZA ; RODRIGUES, WESLEN CHAVES ; DE ALMEIDA, JOÃO HENRIQUE . Racial Issues and Behavior Analysis: Experiences and Contributions From Brazil. BEHAVIOR AND SOCIAL ISSUES, v. n/d, p. 1-19, 2021.
MIZAEL, TÁHCITA MEDRADO. Behavior Analysis and Feminism: Contributions From Brazil. BEHAVIOR AND SOCIAL ISSUES, v. n/d, p. 1-14, 2021. 
Carvalho, A. A. S. ; MIZAEL, T. M. ; SAMPAIO, A. A. S. . Racial Prejudice and Police Stops: A Systematic Review of the Empirical Literature. Behavior Analysis in Practice, v. n/d, p. 1-8, 2021. 
MIZAEL, T. M.; Castro, M. S. L. B. de ; Dittrich, A. . Uma interpretação analítico-comportamental do colorismo e de suas implicações clínicas. ACTA COMPORTAMENTALIA, v. 29, p. 65-81, 2021. Citações:1
Sousa, V. P. ; MIZAEL, T. M. ; de ROSE, J. C. . Variables involved in the acquisition and maintenance of racial aggression and its victims? reactions. Behavior Analysis In Practice, p. 1-10, 2022.
SILVA, T. S. ; FLANDOLI, B. R. G. X. ; MIZAEL, T. M. . Questões raciais na análise do comportamento: Uma análise preliminar sobre a baixa produção da área. REVISTA PERSPECTIVAS EM ANÁLISE DO COMPORTAMENTO, v. 13, p. 371-385, 2022.
MIZAEL, T. M.; DAHAS, L. ; ZAMIGNANI, D. R. . Editorial - Análise do comportamento e direitos das populações socialmente vulneráveis: Em direção a uma prática culturalmente sensível. REVISTA PERSPECTIVAS EM ANÁLISE DO COMPORTAMENTO, v. Especial, p. 1-6, 2022.
MIZAEL, T. M.; RIDI, C. C. F. . Análise do comportamento aplicada ao autismo e atuação socialmente responsável no Brasil: Questões de gênero, idade, ética e protagonismo autista. REVISTA PERSPECTIVAS EM ANÁLISE DO COMPORTAMENTO, p. 054-068, 2022.
SILVA, ELENIR LINDAURA DA ; BENITEZ, PRISCILA ; MIZAEL, TÁHCITA MEDRADO ; PASIAN, MARA SILVIA . Retrato das Narrativas de MÃ£es Universitarias no Contexto AcadÃªmico. REVISTA DE ENSINO, EDUCAÇÃO E CIÊNCIAS HUMANAS, v. 24, p. 275-283, 2023.
MIZAEL, T. M.; BARROZO, S. C. V. ; Hunziker, M. H. L. . Uma interpretação analítico-comportamental da solidão da mulher negra. ACTA COMPORTAMENTALIA, v. 31, p. 403, 2023. 
MEDRADO MIZAEL, TÁHCITA; DE ALMEIDA, JOÃO HENRIQUE . The Complexity of Racial Prejudice: The Importance of a Broader Perspective. UNIVERSITAS PSYCHOLOGICA, v. 21, p. 1-4, 2023. Citações:1|2
FARRELL, LYNN ; MIZAEL, TÁHCITA M. ; GOULD, EVELYN R. . Gender Is the Name of the Frame: Understanding Gender through the Lens of Relational Frame Theory. Social Sciences-Basel, v. 12, p. 532, 2023.
MIZAEL, T. M.; Castro, M. S. L. B. de . Opressão racial e de gênero: Uma interpretação analítico-comportamental a partir do pensamento de Patrícia Hill Collins. REVISTA PERSPECTIVAS EM ANÁLISE DO COMPORTAMENTO, v. 15, p. 1, 2024.
MIZAEL, T. M.. Microagressões Raciais de Gênero Experienciadas por Mulheres Negras: revisão da literatura. Revista ABPN, v. 15, p. 1, 2024.

## Honrarias
Em 2017, recebeu menção honrosa pelo trabalho "O uso das relações simbólicas e derivadas na modificação da valência de faces de pessoas negras", Sociedade Brasileira de Neurociências e Comportamento. 
No ano seguinte, obteve uma bolsa de estudos como estudante sênior da Society for the Advancement of Behavior Analysis (SABA), Association for the Behavior Analysis International.

## Ligações Externas
- Táhcita Medrado Mizael na plataforma Lattes